# جاك لامبرت (لاعب كرة قدم)
جاك لامبرت (بالإنجليزية: Jack Lambert)‏ (و. 1952  م) هو لاعب كرة قدم أمريكية، من الولايات المتحدة، ولد في مانتوا، أوهايو، يلعب كظهير ‏.

## التعليم
تعلم في Crestwood High School (Ohio) ‏.

## جوائز
حصل على جوائز منها:
- قاعة مشاهير محترفي كرة القدم.

## روابط خارجية
- جاك لامبرت على موقع مرجع كرة القدم المحترفة.كوم (الإنجليزية)